# Mynavi Sendai Ladies
Il Mynavi Sendai Ladies (マイナビ仙台レディース?), precedentemente Vegalta Sendai Ladies (ベガルタ仙台レディース?, Begaruta Sendai redīsu), e, dalla stagione 2017 alla 2020, come Mynavi Vegalta Sendai Ladies per ragioni di sponsorizzazione, è una squadra di calcio femminile professionistico giapponese, sezione femminile dell'omonimo club con sede a Sendai, nella prefettura di Miyagi. Il capocannoniere della Coppa del Mondo femminile FIFA 2023 proveniva da questo club.

## Storia
Con la dissoluzione del TEPCO Mareeze, con sede a J Village, nell'Hamadōri, prefettura di Fukushima, iscritta al campionato di Nadeshiko League Division 1 ma che a seguito delle conseguenze del terremoto e maremoto del Tōhoku del 2011, nel marzo di quell'anno, decise di sospendere le attività agonistiche, il Vegalta Sendai, come analogamente fecero altri club dell'allora J. League Division 1, si assunse l'incarico di presentare dal 2012 una squadra femminile in sua sostituzione, iscritta come da regolamento federale al campionato di Nadeshiko League Division 2, secondo livello del campionato giapponese femminile di calcio.
Il nuovo organico assorbì gran parte di quello del TEPCO Mareeze, integrando nella squadra 18 calciatrici alle quali se ne aggiunsero altre due, per completare il necessario organico per affrontare la stagione 2012. Già al suo primo anno la squadra dimostrò la sua maggiore caratura tecnica rispetto alle avversarie, riuscendo con 20 vittorie, 2 pareggi e nessuna sconfitta, a concludere il campionato in prima posizione e, di conseguenza, conquistare la promozione in Division 1 dal campionato 2013.

## Denominazioni
- Vegalta Sendai Ladies: (2012-2016)
- Mynavi Vegalta Sendai Ladies: (2017-2020)
- Mynavi Sendai Ladies: (2021-)

## Palmarès
- Campionato giapponese femminile di seconda divisione: 1

2012

### Altri piazzamenti
- Campionato giapponese:

Secondo posto: 2015

## Organico

### Rosa 2020
Rosa, ruoli e numeri di maglia aggiornati al 17 ottobre 2020.
| N. |                     | Ruolo | Calciatrice     |
| -- | ------------------- | ----- | --------------- |
| 1  | Giappone (bandiera) | P     | Ayaka Saito     |
| 2  | Giappone (bandiera) | D     | Kana Kitahara   |
| 3  | Giappone (bandiera) | D     | Nana Ichise     |
| 4  | Giappone (bandiera) | D     | Miyu Takahira   |
| 5  | Giappone (bandiera) | D     | Yuki Sakai      |
| 6  | Giappone (bandiera) | A     | Haruka Hamada   |
| 7  | Giappone (bandiera) | C     | Rin Sumida      |
| 8  | Giappone (bandiera) | C     | Ayaka Inoue     |
| 9  | Giappone (bandiera) | C     | Hitomi Ono      |
| 10 | Giappone (bandiera) | A     | Saori Arimachi  |
| 11 | Giappone (bandiera) | C     | Sawako Yasumoto |
| 13 | Giappone (bandiera) | C     | Yui Fukuta      |
| 14 | Giappone (bandiera) | D     | Aimi Kunitake   |

| N. |                     | Ruolo | Calciatrice      |
| -- | ------------------- | ----- | ---------------- |
| 15 | Giappone (bandiera) | A     | Kano Miyamoto    |
| 16 | Giappone (bandiera) | P     | Makiko Matsumoto |
| 17 | Giappone (bandiera) | A     | Nanako Takeda    |
| 18 | Giappone (bandiera) | D     | Chisa Okugawa    |
| 19 | Giappone (bandiera) | D     | Kaede Sato       |
| 20 | Giappone (bandiera) | A     | Akari Shiraki    |
| 21 | Giappone (bandiera) | P     | Nagisa Ikejiri   |
| 22 | Giappone (bandiera) | D     | Miho Manya       |
| 23 | Giappone (bandiera) | C     | Mizuko Sato      |
| 24 | Giappone (bandiera) | C     | Eri Narita       |
| 25 | Giappone (bandiera) | C     | Rika Funaki      |
| 26 | Giappone (bandiera) | C     | Akane Nishino    |
| 27 | Giappone (bandiera) | A     | Mayu Ikejiri     |